# Арматоцереус
Арматоцереус (лат. Armatocereus) — род суккулентных растений семейства Кактусовые (Cactaceae), естественно произрастающий в Эквадоре и Перу, от 1000 до 2500 м над уровнем моря.

## Название
Родовое латинское название Armatocereus происходит от лат. armātus — «вооруженный» и названия рода Cereus — Цереус (от лат. cereus — «восковой» или «восковая свеча».

## Описание
Представители рода — крупные колонновидные кактусы. В природе нередко достигают 12 м в высоту. Каждый сезон на стеблях образуются своеобразные перетяжки — «годовые кольца». Побеги темно-зеленого цвета, у некоторых видов с голубоватым или беловатым оттенком, цилиндрические, прямостоячие, часто ветвистые с ярко выраженными 3-16 ребрами. Имеет множество колючек, превышающих 10 см в длину, некоторые виды околючены слабо или гладкие.
Цветки почти у всех видов белые, но у некоторых представителей могут быть красными. Цветочные трубки имеют редкие короткие шипики. Плоды продолговатые, часто краснеющие по мере созревания, покрыты жёлтыми колючками. Семена крупные, черные.

## Таксономия
Armatocereus Backeb., первое упоминание в Blätt. Kakteenf. 3: 4 (1934).

### Виды
Подтвержденные виды по данным сайта Plants of the World Online на 2023 год:
- Armatocereus cartwrightianus Backeb.
- Armatocereus ghiesbreghtii (K.Schum.) F.Ritter
- Armatocereus godingianus (Britton & Rose) Backeb.
- Armatocereus laetus (Kunth) Backeb.
- Armatocereus matucanensis Backeb.
- Armatocereus procerus Rauh & Backeb.
- Armatocereus rauhii Backeb.
- Armatocereus riomajensis Rauh & Backeb.

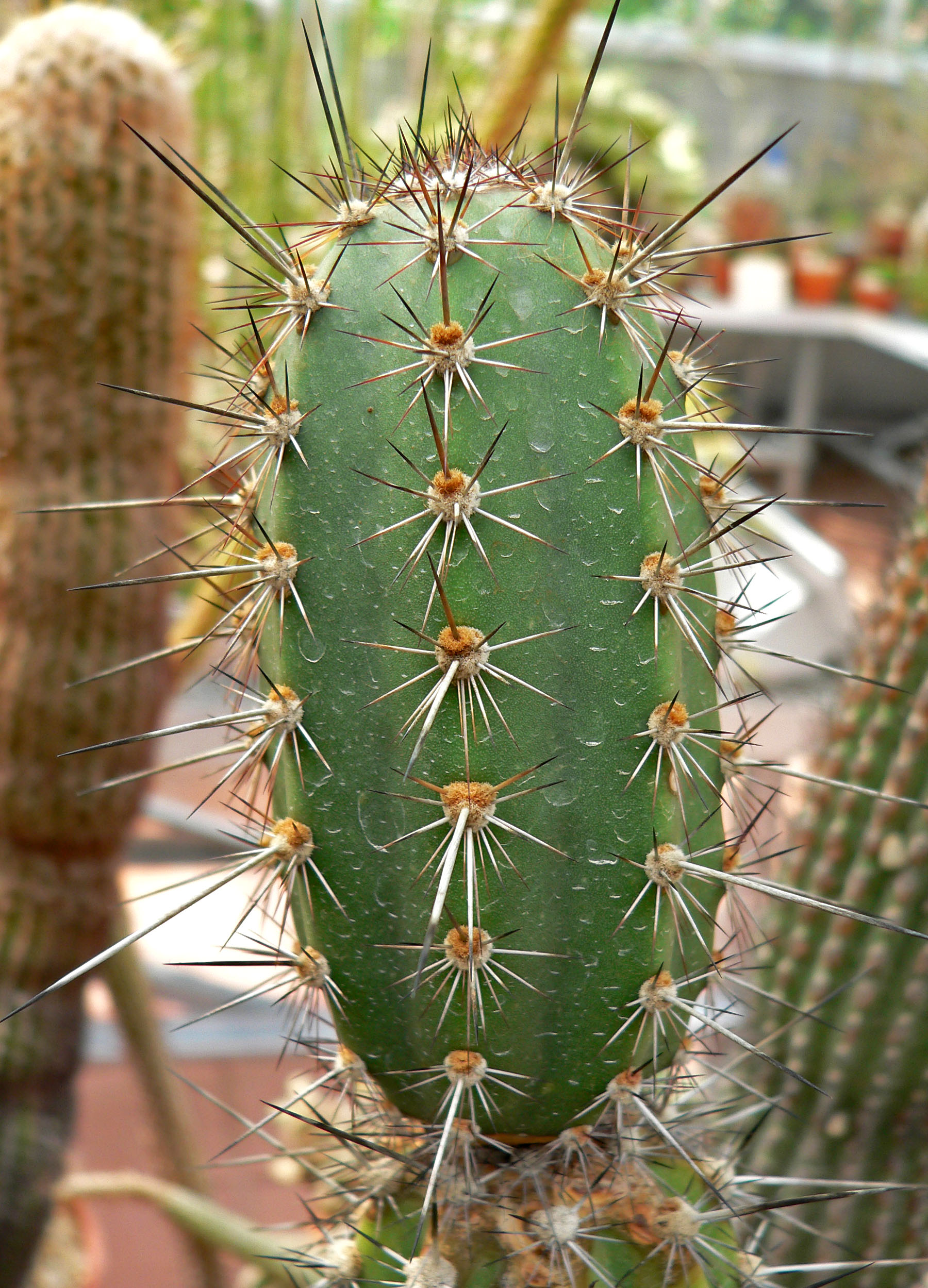
Armatocereus cartwrightianus
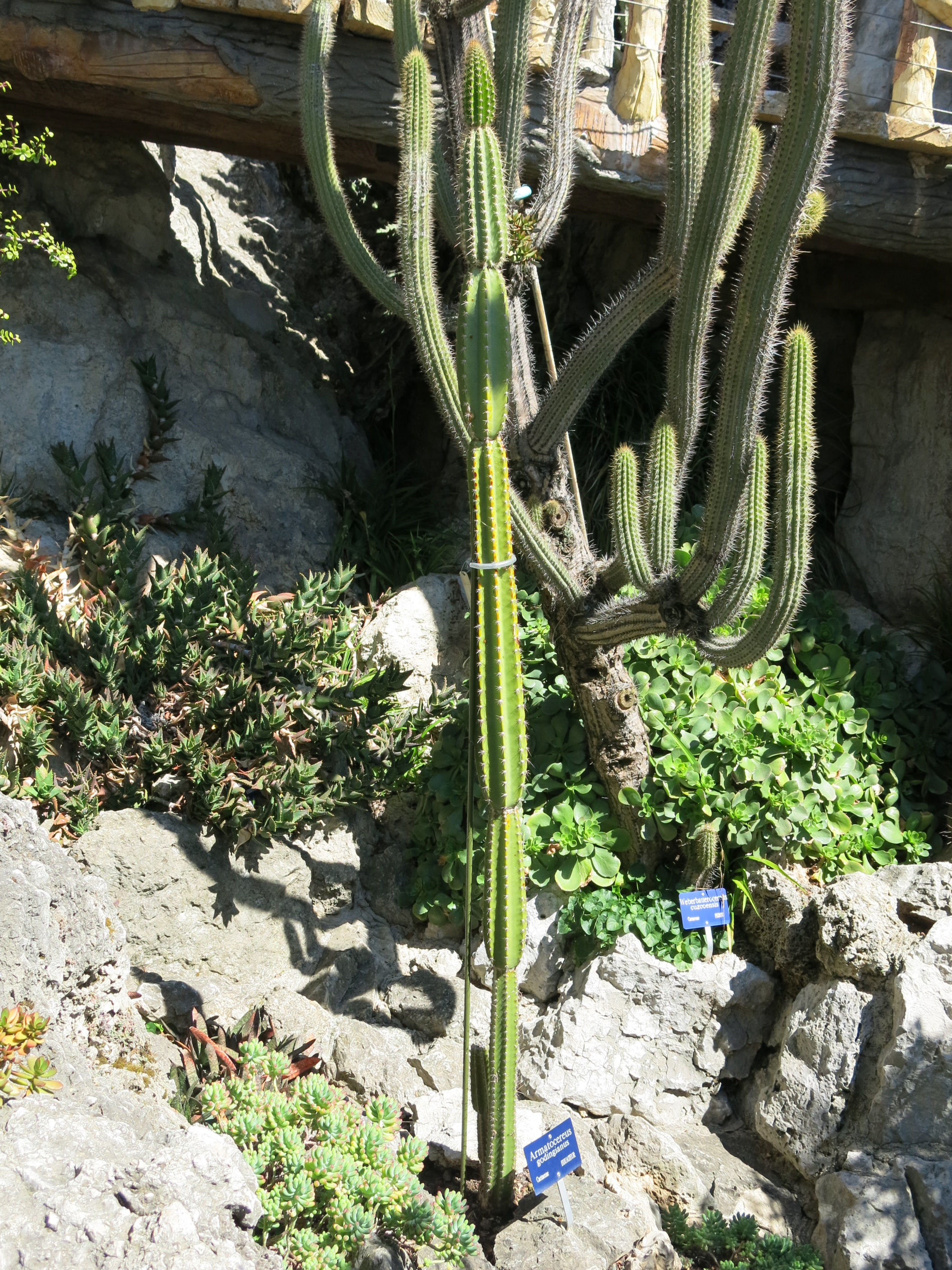
Armatocereus godingianus
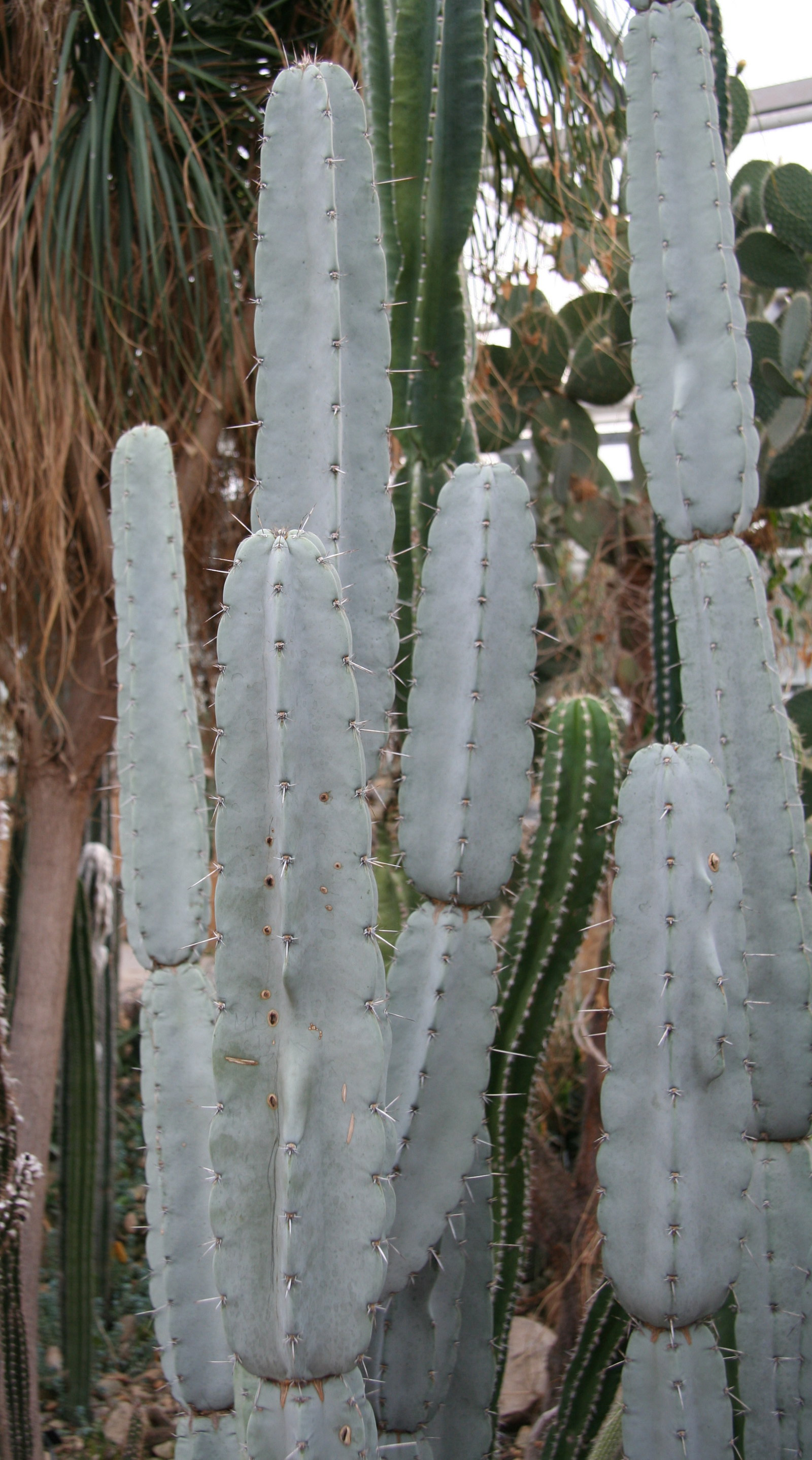
Armatocereus laetus
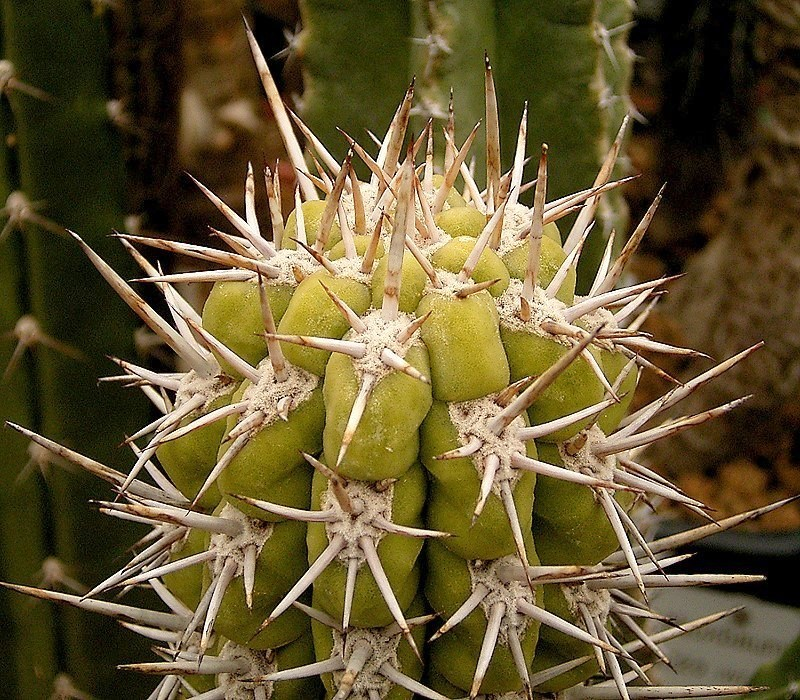
Armatocereus matucanensis
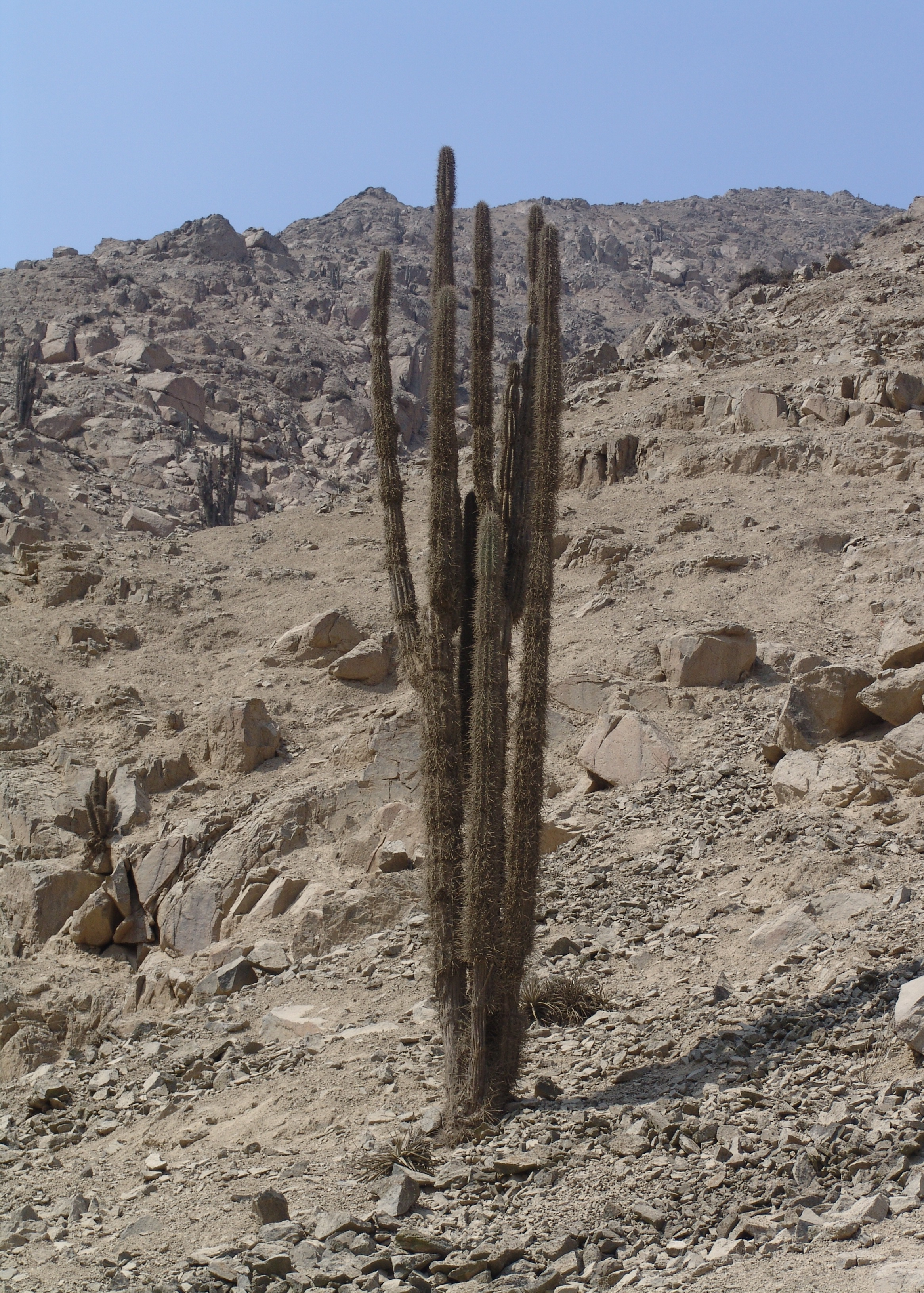
Armatocereus procerus
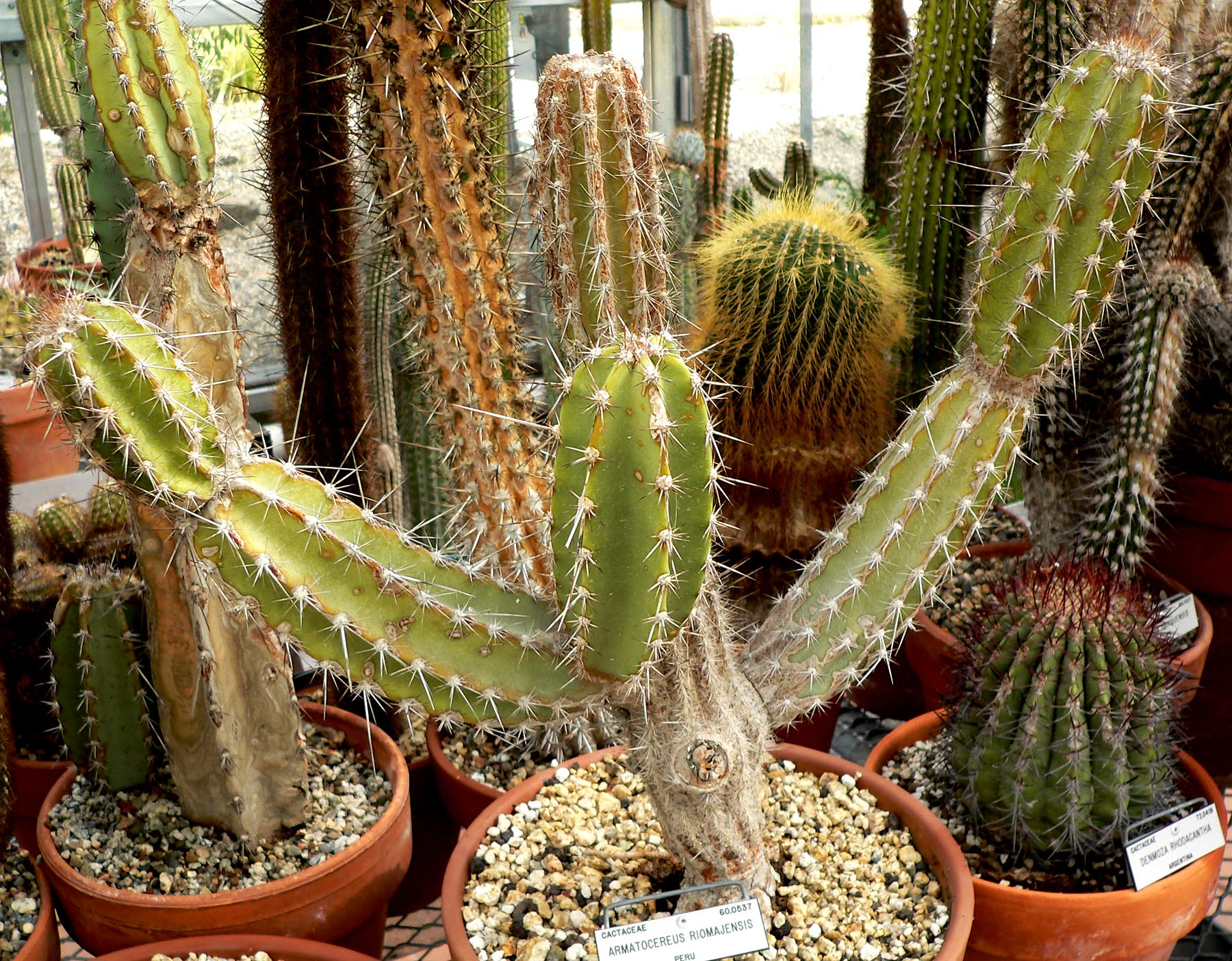
Armatocereus riomajensis